# 若木野金介
若木野 金介（わかきの きんすけ、1855年? - 1910年3月21日）は、明治時代の大相撲力士。茨城県出身。楯山部屋→千賀ノ浦部屋→出羽海部屋所属。本名：圓城寺金助。最高位幕下4枚目。

## 略歴
生年には諸説あるが、50歳を過ぎ現役を30年近くにわたって務めた。これ以降50歳力士は華吹まで現れなかった。
阿武松（雷電）の弟子で1881年1月に序ノ口。1882年5月場所では三段目。1883年5月に幕下へ昇進し、1908年1月場所まで、1897年1月場所に一度三段目に陥落したのを除いて48場所幕下に在位した。20年以上にわたり、三段目から幕下に名を連ねた。1885年の新聞の相撲記事では楯山門弟所属となっている。
1901年出版『相撲大全』132〜133ページの東西力士の部屋分には千賀ノ浦部屋所属。最高位は1902年1月の幕下4枚目であった（番付表記上の十両創設（十両と幕下の分離）以前も考えると、二段目筆頭が十両筆頭に、二段目11枚目が幕下筆頭に相当すると考えれば、1887年5月場所の二段目14枚目も最高位に相当する。）。その後千賀ノ浦が死去し出羽海部屋へ移籍。1909年6月限り数え55歳で引退。
1910年1月場所より番付に若者頭が記載された時より、名前が記されている。1909年6月場所には三段目に記載されており、それ以前より現役兼務で若者頭を務めていた。
しかし場所後宇都宮の巡業で熱湯に入ったのがもとで、1910年3月21日、心臓病により自宅で死去した。数え56。

## 土俵歴
- 1881年1月 - 序ノ口。
- 1882年5月 - 三段目。
- 1883年5月 - 幕下。
- 1902年1月 - 幕下4枚目。
- 1909年6月 - 引退。
- 1910年1月 - 若者頭として記載、3月に死去。

## 成績
- 番付在位場所数：58場所
- 通算成績：不明（当時の幕下以下の勝敗等の記録については相撲レファレンス等のデータベースに登録がなく、特に明治30年代半ばまでの序二段や序ノ口などは記録がほとんど現存していないと思われるため。ただし、二段目11枚目以下在位時の二段目10枚目以上との対戦・幕下在位時の対十両戦の記録は5勝29敗1分がある）

### 場所別成績
- 各場所の地位は小島貞二コレクションの番付実物画像による。勝敗等の数については前述の理由により暫定的に二段目10枚目以上との対戦・対十両戦の分のみを示すものとする。また相撲レファレンスにも若木野の力士データ自体が現在未登録である。

| 1881年 （明治14年） | 東序ノ口20枚目 –                  | 西序二段19枚目 –                |
| 1882年 （明治15年） | 西序二段2枚目 –                   | 西三段目13枚目 –                |
| 1883年 （明治16年） | 西三段目13枚目 –                  | 東幕下42枚目 –                  |
| 1884年 （明治17年） | 東幕下33枚目 –                    | 東幕下44枚目 –                  |
| 1885年 （明治18年） | 東幕下31枚目 –                    | 西幕下38枚目 –                  |
| 1886年 （明治19年） | 西幕下34枚目 –                    | 西幕下16枚目 0–1 （対十両相当） |
| 1887年 （明治20年） | 西幕下21枚目 0–1 （対十両相当）   | 西幕下14枚目 0–1 （対十両相当） |
| 1888年 （明治21年） | 西幕下12枚目 0–1 （対十両戦）     | 西幕下17枚目 –                  |
| 1889年 （明治22年） | 西幕下28枚目 0–2 （対十両戦）     | 西幕下24枚目 –                  |
| 1890年 （明治23年） | 西幕下14枚目 0–1 （対十両戦）     | 西幕下13枚目 0–2 （対十両戦）   |
| 1891年 （明治24年） | 西幕下19枚目 0–1 1分 （対十両戦） | 東幕下14枚目 –                  |
| 1892年 （明治25年） | 東幕下13枚目 1–4 （対十両戦）     | 東幕下19枚目 –                  |
| 1893年 （明治26年） | 西幕下21枚目 –                    | 東幕下18枚目 –                  |
| 1894年 （明治27年） | 西幕下5枚目 1–3 （対十両戦）      | 西幕下7枚目 1–2 （対十両戦）    |
| 1895年 （明治28年） | 西幕下13枚目 –                    | 西幕下24枚目 0–2 （対十両戦）   |
| 1896年 （明治29年） | 西幕下28枚目 0–1 （対十両戦）     | 東幕下35枚目 –                  |
| 1897年 （明治30年） | 東三段目6枚目 –                   | 西幕下30枚目 –                  |
| 1898年 （明治31年） | 西幕下34枚目 –                    | 西幕下23枚目 –                  |
| 1899年 （明治32年） | 西幕下14枚目 –                    | 西幕下7枚目 1–1 （対十両戦）    |
| 1900年 （明治33年） | 西幕下8枚目 0–3 （対十両戦）      | 西幕下18枚目 –                  |
| 1901年 （明治34年） | 西幕下27枚目 –                    | 西幕下11枚目 –                  |
| 1902年 （明治35年） | 西幕下4枚目 1–1 （対十両戦）      | 西幕下6枚目 –                   |
| 1903年 （明治36年） | 西幕下8枚目 0–1 （対十両戦）      | 西幕下13枚目 –                  |
| 1904年 （明治37年） | 東幕下15枚目 0–1 （対十両戦）     | 東幕下17枚目 –                  |
| 1905年 （明治38年） | 西幕下18枚目 –                    | 東幕下26枚目 –                  |
| 1906年 （明治39年） | 東幕下22枚目 –                    | 東幕下39枚目 –                  |
| 1907年 （明治40年） | 西幕下36枚目 –                    | 西幕下53枚目 –                  |
| 1908年 （明治41年） | 西幕下58枚目 –                    | 東三段目8枚目 –                 |
| 1909年 （明治42年） | 東三段目18枚目 –                  | 東三段目32枚目 引退 –           |
| 各欄の数字は、「勝ち-負け-休場」を示す。 優勝 引退 休場 十両 幕下 三賞：敢=敢闘賞、殊=殊勲賞、技=技能賞 その他：★=金星 番付階級：幕内 - 十両 - 幕下 - 三段目 - 序二段 - 序ノ口 幕内序列：横綱 - 大関 - 関脇 - 小結 - 前頭（「#数字」は各位内の序列） |                                   |                                 |